# Sphegina dogieli
Sphegina dogieli är en tvåvingeart som beskrevs av Stackelberg 1953. Sphegina dogieli ingår i släktet midjeblomflugor, och familjen blomflugor. Inga underarter finns listade i Catalogue of Life.